# Snornachtegaal
De snornachtegaal (Larvivora sibilans synoniem: Luscinia sibilans) is een zangvogel uit de familie der Muscicapidae (vliegenvangers).

## Verspreiding en leefgebied
Deze soort komt voor in de taiga van Noordoost-Azië en zuidelijk tot Mongolië en overwintert in Zuidoost-Azië en het zuiden van China.